# Anuy

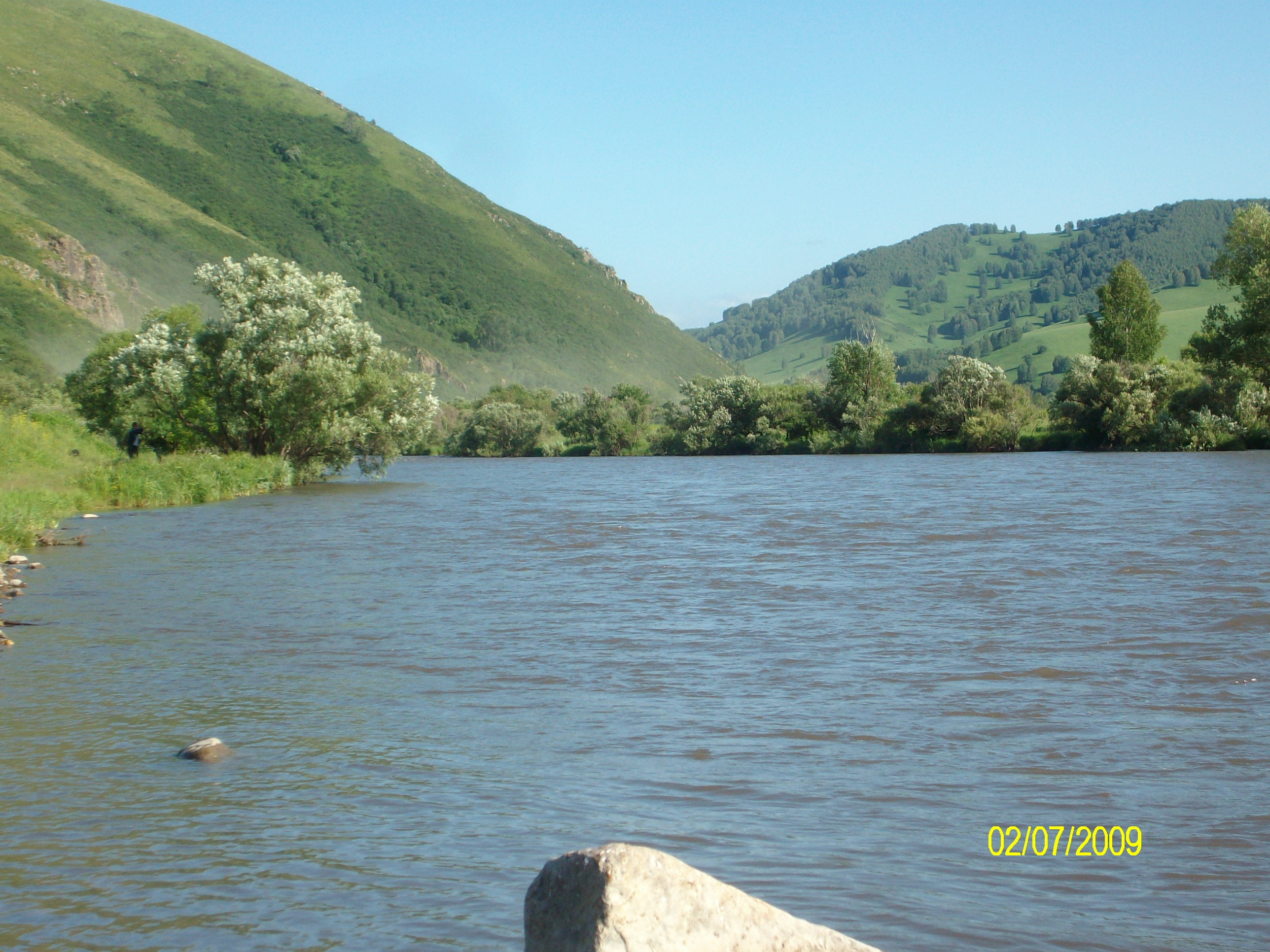
Sông Anuy

Sông Anuy (tiếng Nga: река́ Ану́й) là một chi lưu tả ngạn dài 327 km của sông Obi. Anuy khởi nguồn từ dãy núi Altai của Siberia, Nga.
Sông Chyorny Anuy và sông Bely Anuy nhỏ hơn hợp lưu cùng nhau để tạo thành sông Anuy. Chyorny Anuy bắt đầu từ độ cao 1.220 m tại cực đông nam của dãy Anuy thuộc cộng hòa Altai. Sông chảy theo hướng tây bắc và đến lãnh thổ của vùng Altai sau khoảng 40 km. Hai sông hợp lưu gần quận Soloneshensky.
Sông Anuy rời khỏi dãy núi Altai tại độ cao 250 m và chảy theo hướng đông bắc đến đông. Gần làng Anuyskoye, sông đổi hướng bắc và hợp vào sông Obi gần Biysk tại độ cao khoảng 150 m.
Diện tích lưu vực của sông Anuy là khoảng 6.930 kilômét vuông (2.680 dặm vuông Anh).
Lưu lượng dòng chảy trung bình tại Staro-Tirishkino, khoảng 10 km gần cửa sông, là khoảng 36,1 m³/s, tối thiểu là 6,9 m³/s vào tháng 2 và tối đa là 123 m³/s vào tháng 4.
Sông Anyuy bị đóng băng từ tháng 11 đến tháng 4 và không thể thông hành được.

## Kiên kết ngoài
- Anuy Lưu trữ ngày 10 tháng 3 năm 2008 tại Wayback Machine tại Đại Bách khoa toàn thư Xô-viết